# Dérbi do Ródano-Alpes
O Dérbi do Ródano-Alpes (em francês:  Derby du Rhône-Alpes), também conhecido como Dérbi do Ródano (em francês:  Derby du Rhône), é como é conhecido o clássico de futebol de grande rivalidade entre Olympique Lyonnais e AS Saint-Etienne, dois dos maiores clubes do futebol francês. Ambos estão localizados na região do Ródano-Alpes, ao longo do rio Ródano, de onde deriva o nome do clássico.

## História
Os dois clubes se enfrentaram pela primeira vez em 1951 e, devido à proximidade das cidades que representavam ― separados por apenas 50 quilômetros ― a rivalidade foi crescendo ao longo do tempo. O Dérbi do Ródano é citado como um dos jogos mais emocionantes da temporada da Ligue 1 e, como outras grandes rivalidades, se estende para fora do campo. A rivalidade local é tradicionalmente vista como um desafio simbólico entre os burgueses de Lyon e a classe trabalhadora de Saint-Étienne, uma vez que a cidade de Lyon é considerada uma população clássica de colarinho branco, enquanto Saint-Étienne é vista pelos moradores como mais colarinho azul.
O dérbi também reúne o mais vencedor clube francês da década de 2000, o Lyon, e o segundo clube com mais títulos da liga francesa, AS Saint-Étienne. Durante o século XX, o Saint-Étienne foi o clube mais bem-sucedido do futebol francês, conquistando dez títulos entre 1957 e 1981, recorde que foi superado apenas na temporada 2022–23, pelo Paris Saint-Germain. Durante esse período, o clube também ganhou seis títulos de Taça da França e fez boas performances a nível europeu, incluindo uma final da Taça dos Campeões Europeus em 1976. No entanto, após a queda do clube para a segunda divisão em 1984, o domínio do Saint-Étienne na elite do futebol na França começou a diminuir. Por sua vez, o Lyon iniciou uma crescente semelhante no início do novo milênio, quando o clube venceu a Ligue 1 pela primeira vez na tempoda 2001–02. Este título iniciou um recorde nacional de sete títulos consecutivos, uma série como nenhuma outra na história do futebol francês. Neste período, o melhor resultado a nível europeu do Lyon foi ter chegado às semifinais da Liga dos Campeões da UEFA em 2009–10.

## Estatísticas

### Retrospecto geral
- Atualizado até 20 de abril de 2025

| Competições           | Jogos | Resultados | Resultados | Resultados | Gols marcados | Gols marcados |
| Competições           | Jogos | OL         | Empate     | ASSE       | OL            | ASSE          |
| --------------------- | ----- | ---------- | ---------- | ---------- | ------------- | ------------- |
| Ligue 1               | 114   | 42         | 32         | 40         | 137           | 141           |
| Ligue 2               | 4     | 1          | 1          | 2          | 3             | 7             |
| Copa da França        | 5     | 3          | 1          | 1          | 9             | 3             |
| Copa Charles Drago    | 1     | 0          | 0          | 1          | 0             | 4             |
| Trophée des Champions | 1     | 0          | 0          | 1          | 0             | 3             |
| Copa da Liga Francesa | 1     | 1          | 0          | 0          | 2             | 1             |
| Total                 | 126   | 47         | 34         | 45         | 151           | 159           |

### Retrospecto por década
| Década | Período   | Jogos | Resultados | Resultados | Resultados |
| Década | Período   | Jogos | OL         | Empate     | ASSE       |
| ------ | --------- | ----- | ---------- | ---------- | ---------- |
| 1950   | 1951-1960 | 15    | 5          | 2          | 8          |
| 1960   | 1961-1970 | 20    | 4          | 5          | 11         |
| 1970   | 1971-1980 | 22    | 6          | 7          | 9          |
| 1980   | 1981-1990 | 12    | 2          | 2          | 8          |
| 1990   | 1991-2000 | 14    | 5          | 7          | 2          |
| 2000   | 2001-2010 | 15    | 9          | 6          | 0          |
| 2010   | 2011-2020 | 21    | 11         | 4          | 6          |
| 2020   | 2021-2030 | 7     | 5          | 1          | 1          |
| Total  | Total     | 126   | 47         | 34         | 45         |

### Confrontos eliminatórios
| Temporada | Competição            | Fase             | Vencedor      | Resultado(s) |
| 1953–54   | Copa da França        | 32-avos de final | Lyon          | 3–0          |
| 1954–55   | Copa Charles Drago    | Semifinal        | Saint-Étienne | 4–0          |
| 1966–67   | Copa da França        | 16-avos de final | Lyon          | 2–0          |
| 1967      | Supercopa da França   | Final            | Saint-Étienne | 3–0          |
| 1970–71   | Copa da França        | Oitavas de final | Lyon          | 0–2          |
| 1970–71   | Copa da França        | Oitavas de final | Lyon          | 3–0 (pro)    |
| 2000–01   | Copa da França        | 16-avos de final | Lyon          | 1–1 (4–3 p)  |
| 2011–12   | Copa da Liga Francesa | Oitavas de final | Lyon          | 2–1          |

### Recordes
- Maior goleada a favor do Saint-Étienne: Lyon 1–7 Saint Étienne; 5 de outubro de 1969

- Maior goleada a favor do Lyon: Saint Étienne 0–5 Lyon (2 vezes); 5 de novembro de 2017 e 24 de janeiro de 2021

- Partida com mais gols: 9 gols; Lyon 4–5 Saint Étienne; 22 de setembro de 1963

- Maior artilheiro do Lyon: Fleury Di Nallo (14 gols)

- Maior artilheiro do Saint-Étienne: Hervé Revelli (14 gols)

- Maior invencibilidade do Lyon: 21 partidas; de 23 de setembro de 1994 até 13 de março de 2010.

- Maior invencibilidade do Saint-Étienne: 7 partidas; de 17 de dezembro de 1978 até 20 de fevereiro de 1982.
- Maior série de vitórias consecutivas do Saint-Étienne: 6 vitórias; 23 de março de 1969 a 4 de abril de 1971.
- Maior série de vitórias consecutivas do Lyon: 5 vitórias; 12 de fevereiro de 2011 a 9 de dezembro de 2012.

- Maior público em Lyon: 58.082; Lyon 1–0 Saint Étienne; (Groupama Stadium); 10 de novembro de 2024.

- Maior público em Saint-Étienne: 41.970; Saint Étienne 0–0 Lyon; (Geoffroy-Guichard); 3 de outubro de 1992.

### Títulos
| Competição            | Lyon | Saint-Étienne |
| --------------------- | ---- | ------------- |
| Ligue 1               | 7    | 10            |
| Ligue 2               | 3    | 3             |
| Copa da França        | 5    | 6             |
| Copa da Liga Francesa | 1    | 1             |
| Supercopa da França   | 8    | 5             |
| Copa Charles Drago    | –    | 2             |
| Total nacional        | 24   | 27            |
| Copa Intertoto        | 1    | –             |
| Total internacional   | 1    | 0             |
| Total                 | 25   | 27            |